# プラット・アンド・ホイットニー・カナダ PW600

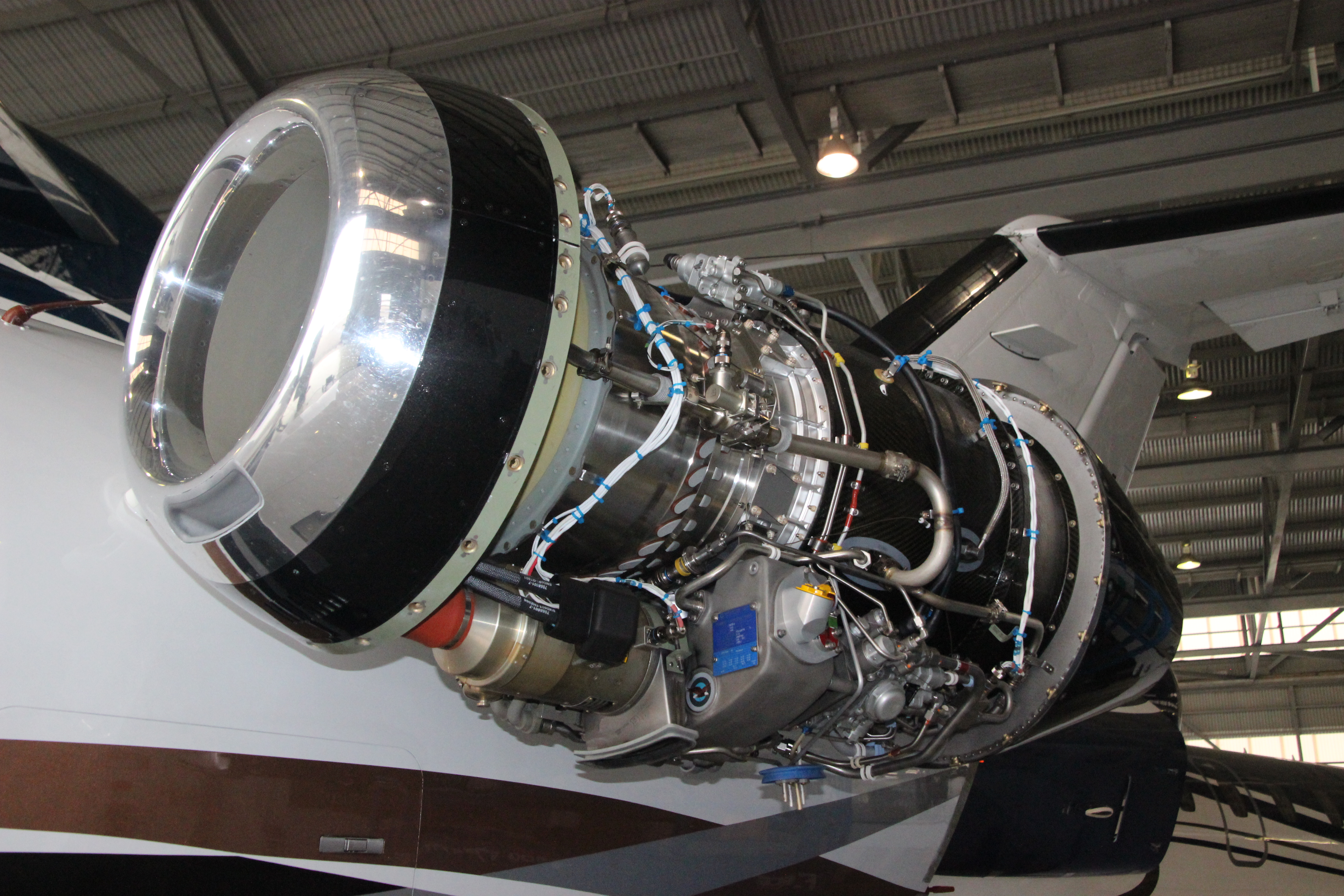
整備のためカウリングを外されたPW615F-A

プラット・アンド・ホイットニー・カナダ PW600シリーズは超軽量ジェット機に使用するためにプラット・アンド・ホイットニー・カナダ(P&WC)社によって開発された推力950–1,615 lbf (4,230–7,180 N)の超小型ターボファンエンジンであり、エクリプス500/550、セスナ サイテーション・マスタング 、エンブラエル フェノム 100に搭載されている。

## 開発

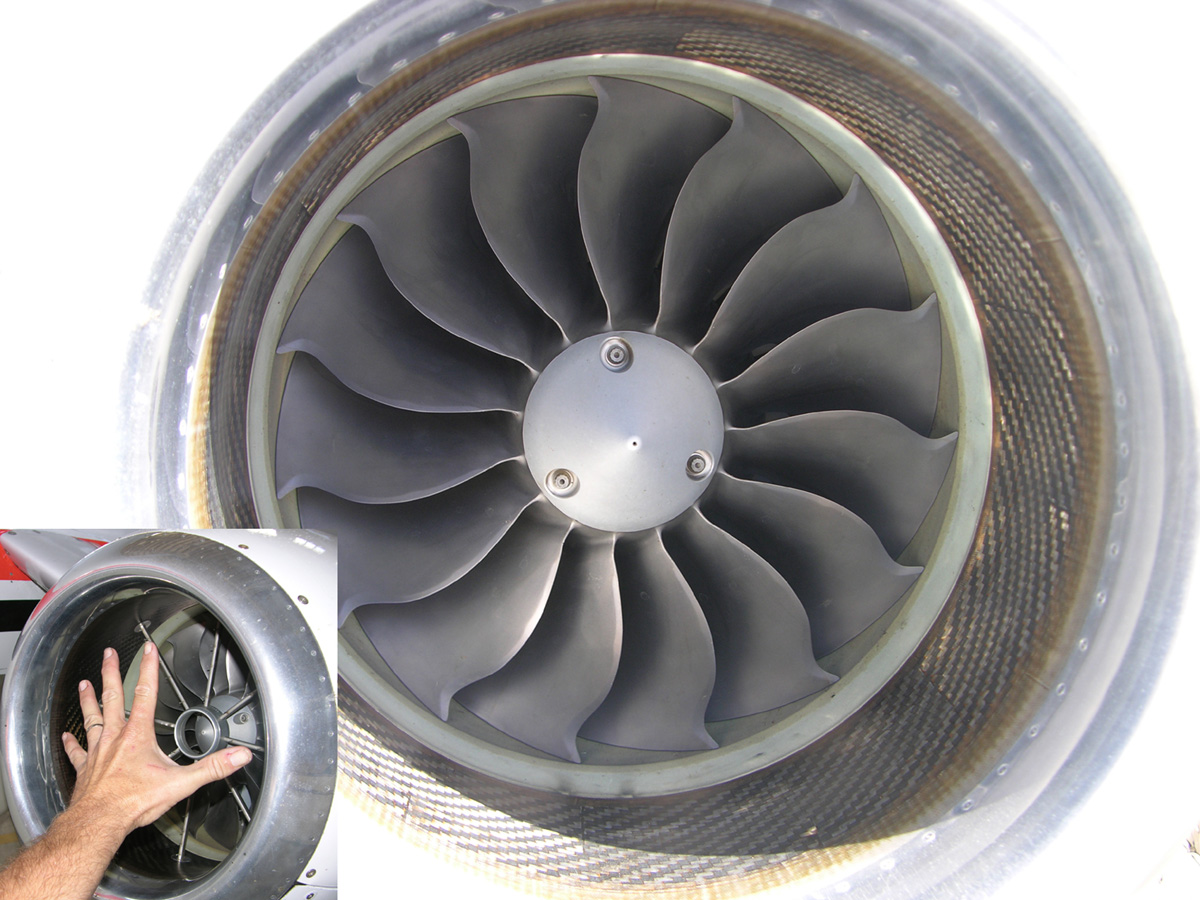
PW610F ターボファンエンジンの吸気口。人の手と吸気口の大きさの比較

2001年10月31日に推力が2,500 lbf (11,000 N)のPW625F実証エンジンが最初に運転され 、2002年後半に飛行した。
2002年、PW610Fエンジンがエクリプス 500に採用された。これは十分な信頼性を得られなかったウィリアムズ EJ22を置き換えることとなった。推力950 lbf (4,200 N) のPW610Fは、2006年7月27日にカナダ運輸省の型式認証を取得した 。2基のPW610Fを動力とするエクリプス500は、2006年7月27日に予備証明を取得し、最初のエクリプス500は2006年12月31日に顧客に納入された。エクリプス500は、260機が納入された後、2008年10月に製造中止となった。後継機であるエクリプス550は2014年から2017年の間に33機が納入された。
直径14.5 inch (36.83 cm)のファンを備えるPW610Fはこれまでに量産された最小のターボファンエンジンの一つである。バイパス比は約1.83と信じられる。
2003年1月、より大型のPW615Fは、セスナ サイテーション・マスタングに採用された 。直径16 インチ (40.64 cm) のファンを持つ
推力1,460 lbf (6,500 N)のPW615Fは、2006年7月26日に型式認証を取得した。セスナ サイテーション・マスタングは2006年9月8日に型式認証され同年11月22日から納入が開始された。2017年に製造中止されるまで479機が製造された・
PW615Fは、後に開発中止となったエクリプス 400でも採用が予定されていた。推力は1,200 lbf (5,300 N)に抑えられる予定だった。PW615Fのバイパス比は約2.8である。
最も大型のPW617Fは、2005年5月にエンブラエル フェノム 100に採用され、最初の運転は2006年6月29日で、2006年10月中旬には初飛行した 。ファンの直径が17.6 インチ(44.7 cm)でバイパス比は2.7,、推力1,615 lbf (7,180 N)のPW617Fは2008年9月9日に型式証明を取得した。エンブラエル フェノム 100は2008年12月に型式証明を取得、最初の納入は12月24日だった。2021年末までに392機のフェノム100が納入された。

## 設計
PW600シリーズは、単段ファン、2段式高圧圧縮機、反転流燃焼器、単段高圧タービン、単段低圧タービンで構成される、2軸式ターボファンエンジンである。
2段式高圧圧縮機(HP)は、第1段が斜流圧縮機、第2段が従来の遠心圧縮機であり、いずれも単段高圧タービンで駆動される。この構成は、P&WCが2000年10月6日に出願した特許で説明されている 。
単段式低圧(LP)タービンで駆動される単段ファンは先進的な広翼弦長のブレードと回転翼ハブが一体化されたスナバレス設計である。また、強制混合/共通排気も同様にこの設計の特徴である。イスパノ・スイザがこのエンジン用に二重系統の完全デジタル式エンジン制御(FADEC)の設計と製造を行う。

## 派生型
PW610F
PW615F
PW617F

## 搭載機
- セスナ サイテーション・マスタング（英語版）
- エクリプス 400
- エクリプス 500
- エンブラエル フェノム 100

## 仕様諸元
|                  | PW610F            | PW615F          | PW617F          | PW625F 実証機   |
| 離陸時推力 (lbf) | 900 (4 kN)        | 1,350 (6 kN)    | 1,615 (7.18 kN) | 2,500 (11.1 kN) |
| 適合:            | >ISA+10C          | >ISA+10C        | >ISA+10C        | ?               |
| 乾燥重量, (lb)   | 259.3 (117.62 kg) | 310 (140.61 kg) | 380 (176.9 kg)  | ?               |
| 全長 (in)        | 45.4              | 49.5            | 52.6            | ?               |
| ファン直径 (in)  | 14.5              | 16.0            | 17.6            | ~21.8           |